# Хекмат, Сардар
Сардар Хекмат (перс. رضا حکمت‎) — политический и государственный деятель Ирана. Занимал должность премьер-министра Ирана во время правления шаха Мохаммеда Резы Пехлеви.

## Биография
Родился в 1895 году в иранском городе Ширазе во влиятельной семье, его отец был богатым землевладельцем. Сардар Хекмат принимал участие в Конституционной революции. Во время Второй мировой войны британские и советские войска оккупировали территорию Ирана, Сардар Хекмат организовал повстанческую группу, которая воевала с британскими солдатами на юге Ирана.
После окончания войны Сардар Хекмат переехал жить в Тегеран и устроился работать на государственную службу, был губернатором нескольких провинций, а затем стал сенатором в парламенте Ирана. В декабре 1947 года занимал должность премьер-министра Ирана, а после отставки был спикером в парламенте страны. В 1961 году ушёл с государственной службы. Скончался в 1978 году в Тегеране.